# Johnny Belle Gueule
Pour plus de détails, voir Fiche technique et Distribution.
Johnny Belle Gueule (Johnny Handsome) est un film américain réalisé par Walter Hill et sorti en 1989. Il s'agit d'une adaptation du roman The Three Worlds of Johnny Handsome de John Godey.

## Synopsis
John Sedley est un criminel, défiguré depuis la naissance en raison de la toxicomanie de sa mère. On se moque souvent de lui en l'appelant « Johnny Belle Gueule ». Incarcéré après un braquage, il se voit offrir une nouvelle chance dans une expérience un programme de réinsertion mené par le Dr. Steven Fisher. Ce chirurgien lui redonne ainsi figure humaine. En liberté conditionnelle, Johnny mène une vie rangée sous une nouvelle identité, Johnny Mitchell. Cette liberté n'est pas du goût du lieutenant A. Z. Drones, qui ne croit pas en la rédemption de Johnny.
Au travail, Johnny rencontre la belle Donna. Alors qu'il semble mener une vie normale, dans l'ombre, il prépare sa vengeance contre les personnes qui l'ont envoyé en prison et qui ont tué son meilleur ami, Mikey Chalmette.

## Fiche technique
- Titre original : Johnny Handsome
- Titre français : Johnny Belle Gueule
- Réalisation : Walter Hill
- Scénario : Ken Friedman, d'après le roman The Three Worlds of Johnny Handsome de John Godey
- Directeur de la photographie : Matthew F. Leonetti
- Montage : Donn Aron, Carmel Davies et Freeman A. Davies
- Distribution des rôles :  Bonnie Timmermann
- Création des décors : Gene Rudolf
- Direction artistique : Christa Munro et Troy Sizemore
- Décorateur de plateau :  Ernie Bishop et Airick Kredell
- Création des costumes : Dan Moore
- Musique originale : Ry Cooder
- Ingénieur du son : George Berndt
- Coordinateur des cascades : Allan Graf
- Production : Charles Roven

Producteurs délégués : Mario Kassar et Andrew G. Vajna
- Sociétés de production : Carolco Pictures et Guber-Peters Company
- Pays de production :  États-Unis
- Genre : drame criminel, néo-noir
- Durée : 94 minutes
- Dates de sortie :
  - Canada : 12 septembre 1989 (festival international du film de Toronto)
  - États-Unis : 29 septembre 1989
  - France : 15 novembre 1989

## Distribution
- Mickey Rourke (VF : Patrick Borg) : John Sedley / « Johnny Belle Gueule » / Johnny Mitchell
- Ellen Barkin : Sunny Boyd
- Elizabeth McGovern : Donna McCarty
- Morgan Freeman (VF : Med Hondo) : lieutenant A. Z. Drones
- Forest Whitaker (VF : Emmanuel Jacomy) : Dr Steven Fisher
- Lance Henriksen (VF : Joël Martineau) : Rafe Garrett
- Brent Jennings
- Scott Wilson : Mikey Chalmette
- David Schramm (VF : Jean-Claude Sachot) : Vic Dumask
- Yvonne Bryceland (VF : Monique Mélinand) : Sœur Luke
- Peter Jason : M. Bonet
- J. W. Smith (VF : Jean-Claude Robbe) : Larry
- Jeffrey Meek : Earl
- Allan Graf : Bob Lemoyne
- Ed Walsh (VF : Yves Barsacq) : le juge

## Production

### Genèse, développement et attribution des rôles
Le film est adapté du roman The Three Worlds of Johnny Handsome de John Godey, publié en 1972. En 1987, Harold Becker est engagé comme réalisateur, avec Richard Gere dans le rôle principal.
Al Pacino est ensuite intéressé par le projet. Il participe au développement du script. Il finit cependant par quitter le projet, trouvant que le script ne dépasse pas celui d'une série B. Willem Dafoe sera lui aussi envisagé, avant que Mickey Rourke décroche le rôle principal, avec Walter Hill comme réalisateur. Ce dernier aura cependant refusé à plusieurs reprises le poste.

### Tournage
Le tournage a lieu en Louisiane (Avondale, Louisiana State Penitentiary d'Angola, La Nouvelle-Orléans).

## Sortie et accueil

### Box-office
| Pays ou région    | Box-office      | Date d'arrêt du box-office | Nombre de semaines |
| ----------------- | --------------- | -------------------------- | ------------------ |
| États-Unis Canada | 7 237 794 $     |                            |                    |
| France            | 334 941 entrées |                            |                    |